# Dacryodes edulis
Dacryodes edulis es un árbol frutal originario del África tropical. Su fruta, la atanga, es un alimento típico de esta zona, que se puede comer cruda o cocida. Tiene un sabor suave y textura cremosa similar a un aguacate.

## Nombres
En Occidente, el fruto recibe a veces el nombre de «pera africana» o «ciruela africana», sin embargo, los nombres locales son más comunes y varían de un lugar a otro:
- Atanga en Gabón y Guinea Ecuatorial
- Nsafu, safou o safú en Camerún (safoutier para el árbol)
- Ube en Nigeria[1]

En las fuentes inglesas también puede encontrarse como butterfruit ('fruta de mantequilla') o bush butter tree ('arbusto de mantequilla'), ya que la fruta, cuando se cuece, tiene una textura similar a la mantequilla.

## Descripción botánica
D. edulis es un árbol perennifolio que alcanza una altura de 18 a 40 metros en bosque, pero que no supera los 12 metros en las plantaciones. Tiene un tronco relativamente corto y una copa profunda y densa. La corteza es rugosa, de color gris pálido y frecuentemente segrega gotas de resina. 
Las hojas son un compuesto con 5-8 pares de folíolos. La superficie superior de las hojas es brillante. Las flores son amarillas y alrededor de 5 mm de ancho, dispuestas en una gran inflorescencia. 
El fruto comestible es una drupa elipsoidal que varía en longitud de 4 a 12 cm. La piel de la fruta es de color azul oscuro a violeta, mientras que la pulpa es de color verde pálido a claro. 
El árbol florece al comienzo de la temporada de lluvias y da frutos durante 2 a 5 meses después de la floración. Hay dos variantes de Dacryodes edulis: D. e. var. edulis y D. e. var. parvicarpa. El fruto de D. e. var. edulis es más grande y el árbol tiene ramas robustas y ascendentes. D. e. var. parvicarpa tiene frutos más pequeños y ramas delgadas y caídas.

## Hábitat y distribución
El hábitat preferente para D. edulis es el bosque tropical húmedo y sombreado, aunque se adapta bien a las variaciones de tipo de suelo, humedad, temperatura y duración del día. El área de distribución natural se extiende desde Angola en el sur, Nigeria y Sierra Leona en el oeste y Uganda en el este. También se introdujo en Malasia para el cultivo de la fruta.

## Aceite de atanga
El aceite de frutos de D. edulis es una rica fuente de ácidos grasos y triglicéridos. En un estudio se analizó la composición del aceite de frutas atangas provenientes de dos cultivares distintos del Camerún.
Se determinaron las composiciones de ácidos grasos del aceite de pulpa de frutas de ambos cultivares de D. edulis (cultivares 1 y 2, en Camerún). Los frutos diferían significativamente en masa, longitud, grosor de pulpa y masa de grano, pero contenían cantidades similares de aceite (64,7 y 62% en los cultivares 1 y 2, respectivamente, con proporciones de aceite: fruto de 1,4 y 1,54, respectivamente). Las composiciones de ácidos grasos (palmítico, oleico, esteárico, linolénico y linoleico) y triglicéridos de los aceites de ambos cultivares fueron similares (aunque el cultivar 1 fue más rico en palmitolino-oleína (18,5 en comparación con 14,1%) y el cultivar 2 fue más rico en dipalmito-oleína (24,6 frente al 16,2%).

## Usos

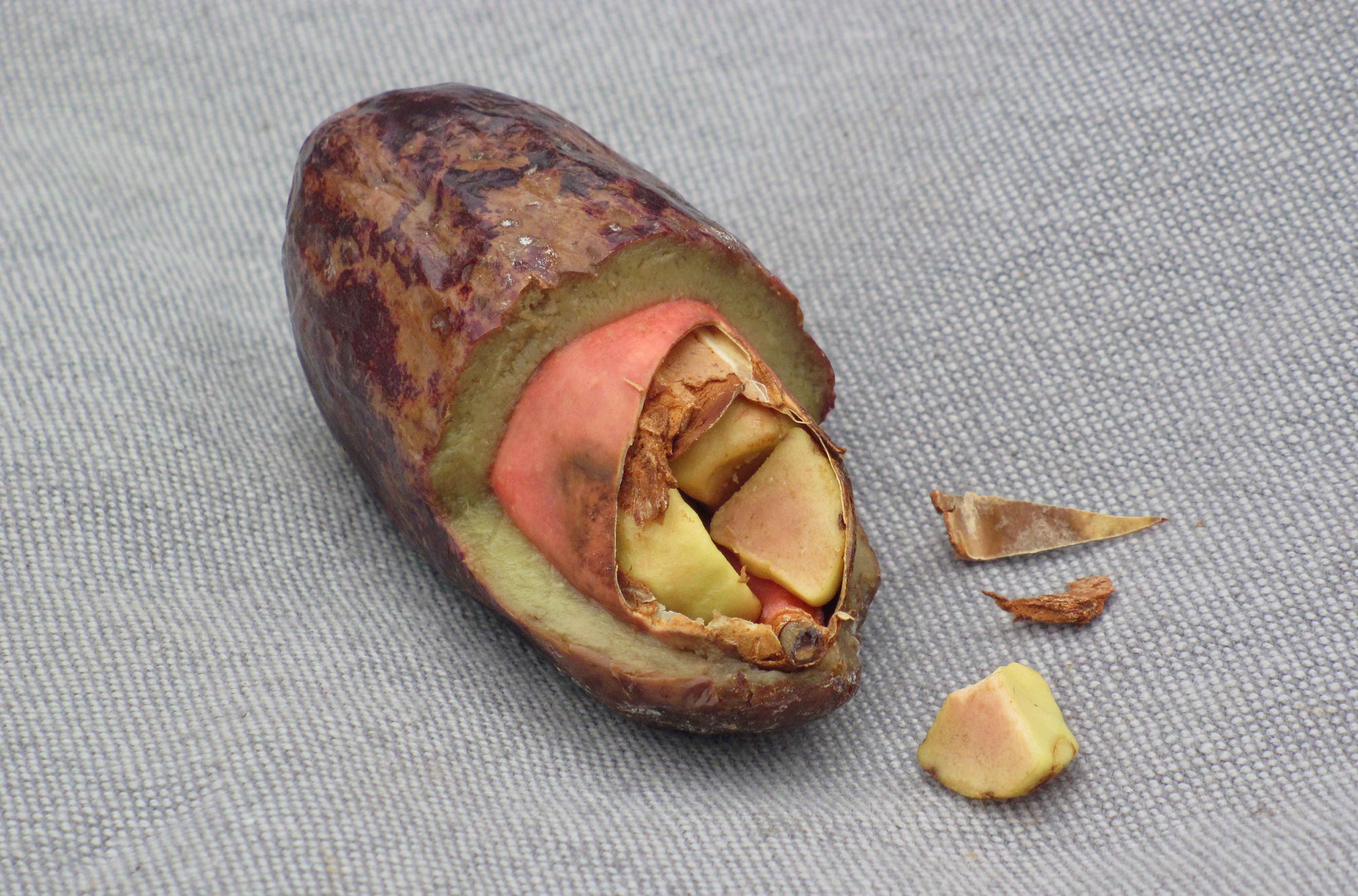
Interior de una atanga

D. edulis tiene potencial para mejorar la nutrición, impulsar la seguridad alimentaria, fomentar el desarrollo rural y apoyar el cuidado sostenible de la tierra.

### Fruta
El uso principal de D. edulis es su fruto, que se puede comer crudo, cocido en agua salada o asado. La pulpa cocida de la fruta tiene una textura similar a la mantequilla. La pulpa contiene un 48% de aceite y una plantación puede producir 7-8 t de aceite por ha. El contenido de grasa de esta fruta es mucho mayor en comparación con frutas como la manzana, la guayaba y la papaya. También es rico en vitaminas. La semilla tratada se puede utilizar como forraje para ovejas o cabras. Las flores son útiles en apicultura.

### Madera
La madera de D. edulis es elástica, de color blanco grisáceo a rosado y es apta para la carpintería. La madera tiene un uso generalizado para fabricar mangos de herramientas, y ocasionalmente para morteros.

### Semilla
La semilla de D. edulis es rica en diferente proporción de carbohidratos, proteínas, fibras brutas, cantidades apreciables de potasio, calcio, magnesio y fósforo. También es rico en aminoácidos esenciales como lisina, fenilalanina, leucina y Isoleucina. Contiene una cantidad considerable de ácidos grasos como los ácidos palmítico, oleico y linoleico. El análisis fisicoquímico sugirió que la semilla tiene valiosos atributos funcionales de interés industrial. El importante producto natural, el ácido gálico, se encuentra en cantidad significativa en la semilla de D. edulis. También se han descrito propiedades vasomoduladoras de las semillas.

## Usos medicinales

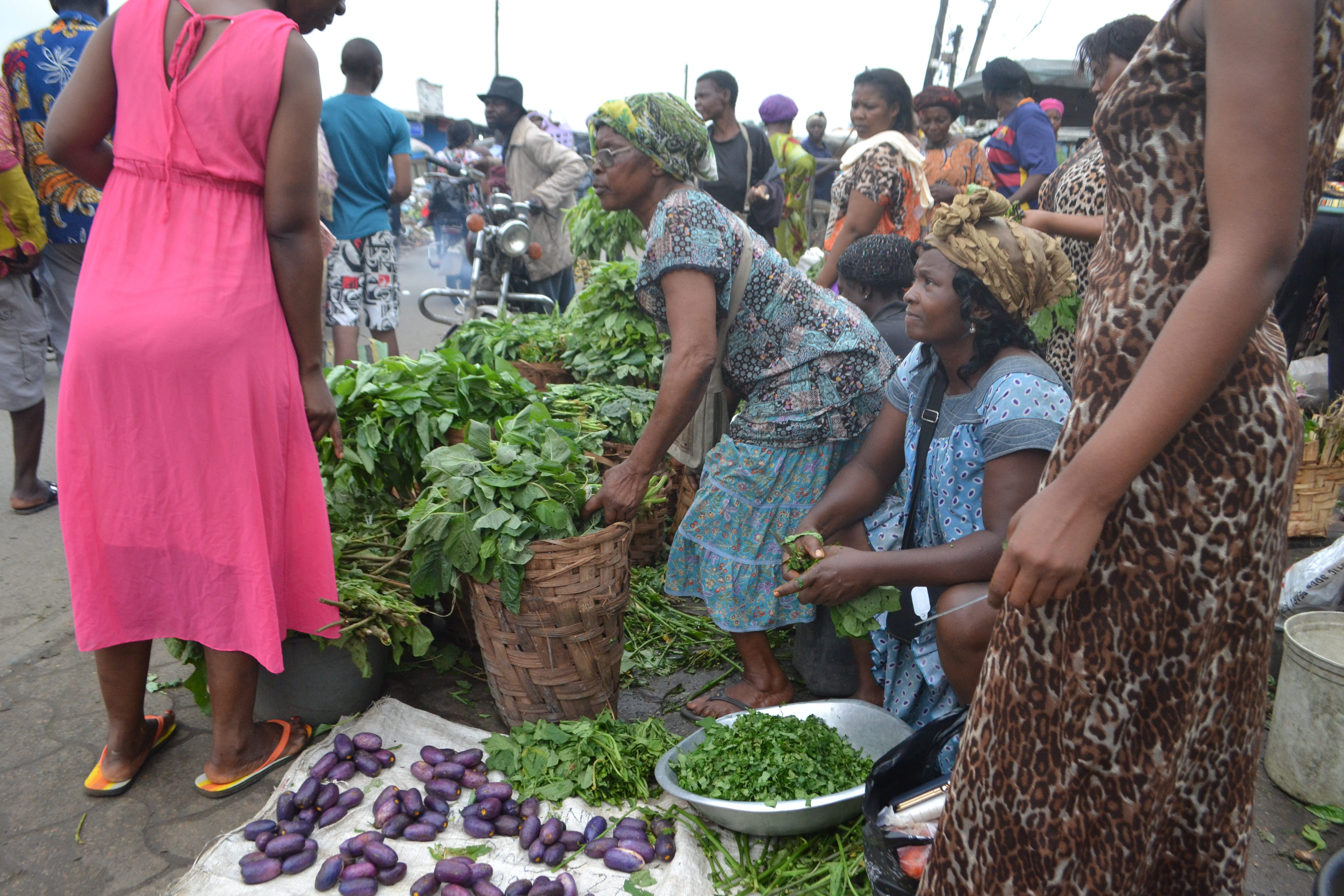
Atanga en un mercadillo en el Camerún.

La atanga tiene consideraciones medicinales; se ha utilizado durante mucho tiempo en la medicina tradicional de algunos países africanos para tratar diversas dolencias como heridas, enfermedades de la piel, disentería y fiebre. Se ha encontrado que los extractos y metabolitos secundarios muestran actividades antimicrobianas y antioxidantes. Se ha aislado de la planta una amplia gama de componentes químicos como terpenos, flavonoides, taninos, alcaloides y saponinas.

### Otros usos
La resina a veces se quema para la iluminación o se usa como pegamento. El árbol se utiliza como planta ornamental y se sabe que mejora la calidad del suelo al proporcionar grandes cantidades de biomasa.

## Nomenclatura
El nombre del género proviene de la palabra griega para lágrima, dakruon. Esta es una referencia a las gotas de resina en la superficie de la corteza de sus miembros. El nombre de la especie edulis significa comestible. También es encontrado como Pachylobus edulis, sinónimo.